# Jochem Pietersen Kuyter
Jochem Pietersen Kuyter (fallecido en 1654) fue uno de los primeros colonos de Nueva Holanda y uno de los primeros pobladores de lo que se convertiría en Harlem en la isla de Manhattan. Se convirtió en un miembro influyente de la comunidad y sirvió en las juntas de ciudadanos conocidas como los Doce Hombres, los Ocho Hombres y los Nueve Hombres.

## Vida
Kuyter era nativo de Dithmarschen, ahora parte de Alemania, y danés de nacimiento. Según la tradición, había estado al servicio de la Compañía Danesa de las Indias Orientales y la Compañía Holandesa de las Indias Orientales. En una empresa conjunta con Jonas Bronck, Kuyter montó una expedición para establecerse en Nueva Holanda a bordo de un barco que habían alquilado, "de Brant von Trogen" (El fuego de Troya). Llegó al puerto de Nueva Ámsterdam en julio de 1639. Kuyter se instaló con sus granjeros y pastores en un terreno de 169 ha de excelentes tierras de cultivo, de las cuales había obtenido una subvención de la Compañía Holandesa de las Indias Occidentales. La granja llamada Zedendaal, o Valle Bendito, se extendía a lo largo del río Harlem desde aproximadamente la actual Calle 127 hasta la Calle 140. Kuyter estuvo casado con Lentie Martens, quien posiblemente era hermana de su amigo y socio, el mencionado Bronck. No tenían hijos. En marzo de 1644, la casa fue incendiada, presumiblemente por la población indígena que arrasó la colonia en respuesta a los ataques en Pavonia y Corlear's Hook.
Ninguno de los otros daneses de Nueva Ámsterdam obtuvo el prestigio social de Kuyter. Fue miembro de la Junta de los Doce Hombres desde el 29 de agosto de 1641 hasta el 18 de febrero de 1642; de la Junta de Ocho Hombres, junta que existió desde septiembre de 1643 hasta septiembre de 1647. Después de un viaje a Holanda, fue nombrado miembro de la Junta de Nueve Hombres, que existió desde el 25 de septiembre de 1647, hasta que se incorporó la ciudad, en 1653, cuando fue nombrado schout (alguacil).
Kuyter entró dos veces en conflicto con el director de Nueva Holanda. Kuyter era un hombre de buena educación, lo que es evidente por su trato con Willem Kieft, quien creía que dañó a la colonia con sus políticas y el inicio de la Guerra de Kieft en 1643. En 1647, cuando Peter Stuyvesant llegó a Nueva Ámsterdam para reemplazar a Kieft, Kuyter y Cornelis Melyn, actuando en nombre de los ciudadanos de Nueva Ámsterdam, presentaron cargos contra el gobernador saliente, exigiendo una investigación de su conducta mientras estuvo en el cargo. Reconociendo el peligro de tales acciones para su propia administración, Stuyvesant se negó a considerar las demandas de Melyn y Kuyter e hizo que fueran juzgados por lesa majestad. El caso se decidió rápidamente en contra de los acusados, quienes fueron condenados al destierro de la colonia. El 16 de agosto de 1647, Kuyter y Melyn navegaron a bordo del Princess Amelia para apelar sus convicciones ante los Estados Generales. Su barco encalló frente a la costa de Gales, pero ambos sobrevivieron y pudieron presentar sus casos a principios de 1648. Los Estados Generales actuaron favorablemente sobre su apelación y emitieron un mandato judicial fechado el 28 de abril ordenando al director general Stuyvesant que compareciera en persona, oa través de su representante, para sustentar su sentencia contra ellos.
En 1651, Kuyter vendió las tres cuartas partes de la tierra y cultivó las porciones restantes. Fue asesinado por Lenape en 1654. Antes de su muerte, los directores en Ámsterdam recomendaron a Stuyvesant que nombrara a Kuyter como schout de Nueva Ámsterdam.